# ジーザス・カレッジ (オックスフォード大学)
ジーザス・カレッジ （Jesus College、正式名称: Jesus College in the University of Oxford of Queen Elizabeth's Foundation）は、イングランド、オックスフォード大学の構成カレッジの1つ。町の中心地にあり、タール・ストリート、シップ・ストリート、コーンマーケット・ストリートとマーケット・ストリートの間の敷地にある。カレッジは聖職者の教育のために1571年6月27日にエリザベス1世によって設立されたが、学生は現在、幅広い世俗的な科目を学んでいる。カレッジ設立の背後にある主な原動力は、ウェールズのブレコン出身の牧師であるヒュー・プライス（またはアプ・リース）だった。最も古い建物は、ファースト・クアドラングルで16世紀から17世紀初頭のものである。1640年頃から1713年頃にセカンド・クアドラングルが追加され、1906年頃にサード・クアドラングルが建設された。1971年には、大学の創設400周年を記念してメイン・サイトにさらに宿泊施設が建設され、オックスフォードの北と東に学生用アパートが建設された。
常に約475人の学生がいる。カレッジの現在の校長は2015年から務めるサー・ナイジェル・シャッドボルトである。元学生には、ハロルド・ウィルソン（イギリスの首相を2度務めた）、ケビン・ラッド（オーストラリアの首相）、ノーマン・ワシントン・マンリー（ジャマイカの首相）、T・E・ロレンス（「アラビアのロレンス」）、アンガス・ブキャナン（ヴィクトリア十字章受章者）とジョン・サンキー（大法官）がいる。カレッジの過去または現在のフェローには、歴史家サー・ゴロンウィ・エドワーズ、ユヴァル・ノア・ハラリ、ニーアル・ファーガソン、哲学者のガレン・ストローソン、政治哲学者のジョン・グレイがいる。科学分野の過去の学生およびフェローには、ジョン・ホートン（物理学者）とノーベル賞受賞者のピーター・J・ラトクリフがいる。

## 歴史

### 創設

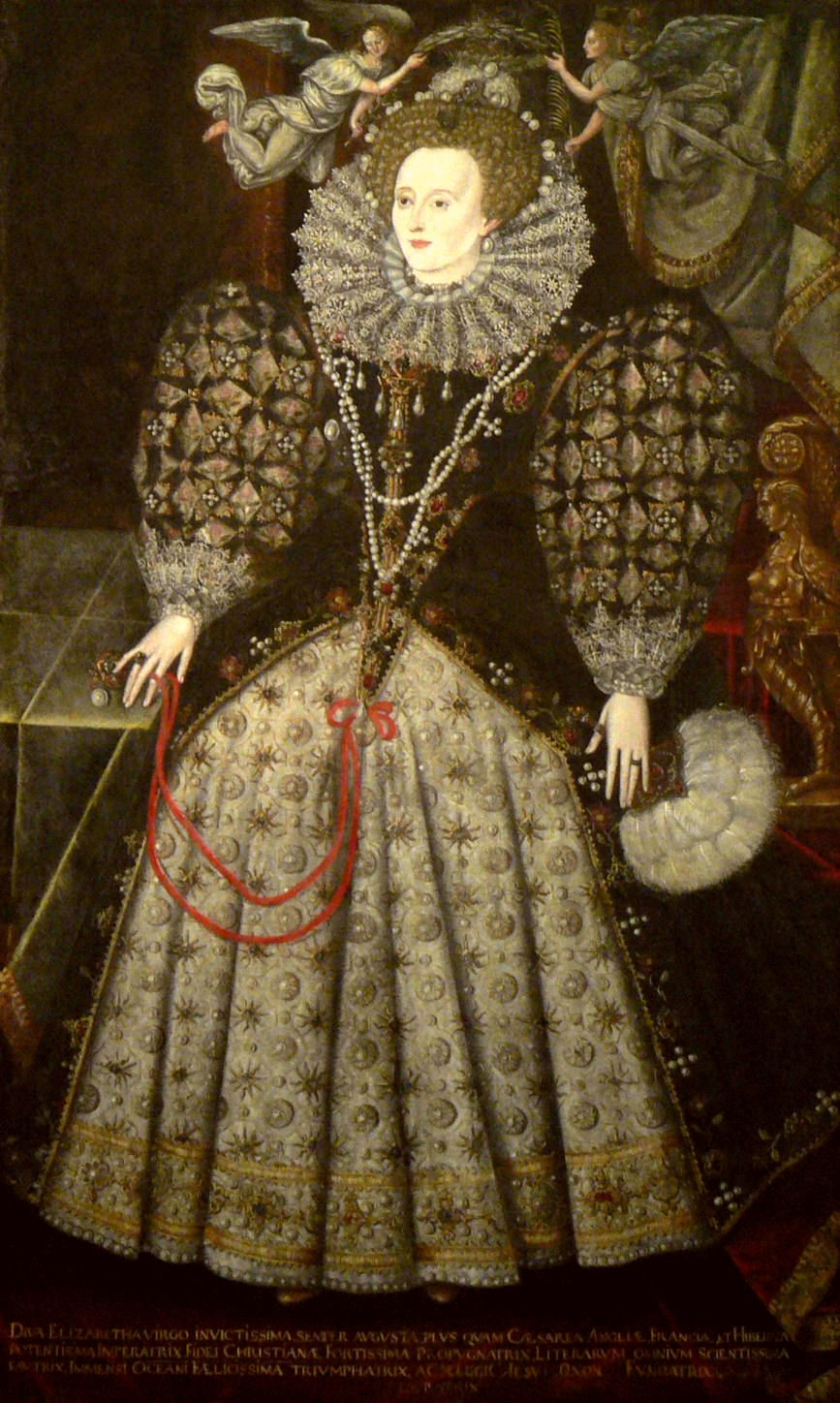
このカレッジの創設者であるエリザベス1世、カレッジのホールに飾られた肖像画

ジーザス・カレッジは、エリザベス1世が勅許状を発行した1571年6月27日に設立された。

## 大学ゆかりの人々

### 校長とフェロー

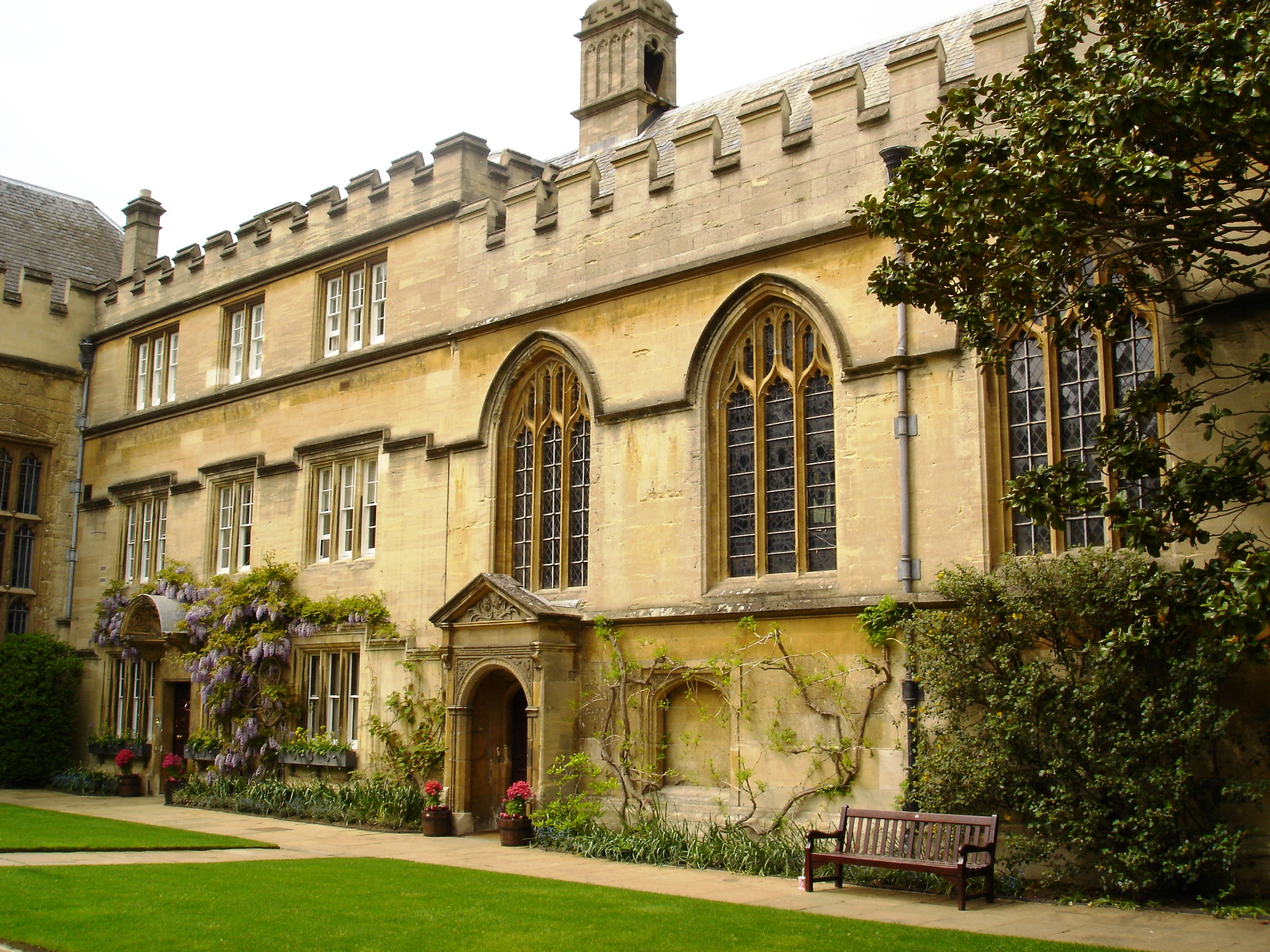
校長宿舎（左）と礼拝堂（右）は、ジーザス・カレッジのファースト・クワッド内にある。

カレッジは校長とフェローによって運営されている。校長は、「文学的または科学的成果、または大学または他の場所での教育活動における功績で際立った人物」でなければならない。校長は、「カレッジのすべてのメンバーとそれに関係するすべての人に対する卓越性と権限」を持ち、「教育と規律に関連するすべての事項において全般的な監督」を行う。現在の校長であるサー・ナイジェル・シャッドボルトは、2015年に任命された。14人の校長がカレッジの元学生だった。グリフィス・パウエル（1613年に選出）が最初で、アルフレッド・ヘーゼル（1925年に選出）が最新だった。最も長く校長を務めたのは、1817年から1857年までのヘンリー・フォークスだった。
1571年にカレッジが設立されたとき、最初の憲章により、デビッド・ルイスが校長に任命され、他の8人が大学の最初のフェローに指名された。1622年の規則では、16人のフェローが認められた。

### 名誉フェロー
理事会は、「貴顕」を名誉フェローシップに選出する権限を持っている。

### 卒業生
カレッジの著名な元学生には、政治家、科学者、作家、芸能人、学者が含まれている。1916年から1918年のアラブ反乱に参加し、『知恵の七柱』などの著書で知られるT・E・ロレンス（「アラビアのロレンス」）は、カレッジで歴史を学んだ。十字軍の城に関する彼の論文（中東に彼が魅了されるきっかけとなったフィールドワーク）は、フェローズ図書館に保管されている。他の元学生には、1964年から1970年までと1974年から1976年までイギリスの首相を務めたハロルド・ウィルソン、ピクスリー・カ・イサカ・セメ（アフリカ民族会議の創設者であり議長）、サー・ウィリアム・ウィリアムズ（庶民院議長、1680年-1685年）、およびサンキー卿（大法官、1929年-1935年）がいる。
イギリスの3つの主要政党の国会議員がカレッジに通っており、オーストラリア（ニール・ブルーエット）、ニュージーランド（ハロルド・ラシュワース）、スリランカ（ラリト・アトラトムダリ）およびアメリカ（ヘザー・ウィルソン）の政治家も通っている。
ウェールズ聖公会が1920年に廃止されたとき、元学生のA・G・エドワーズが初代ウェールズ大主教に選出され、彼らのカレッジが著名なウェールズの聖職者を生み出すという創設者の希望は少なからず実現された。後の2人のウェールズ大司教であるグリン・サイモン（1968年から1971年まで大司教）とグウィリム・オーウェン・ウィリアムズ（1971年から1982年まで大司教）もこのカレッジで教育を受けた。カレッジに関連するケルト学者としては、サー・ジョン・リース、サー・ジョン・モリス＝ジョーンズ、サー・トーマス (T・H) ・パリー＝ウイリアムズが、歴史家には、1584年にウェールズの最初の印刷された歴史を出版したカレッジの最初の卒業生であるデイヴィッド・パウエル、ビクトリア朝の歴史家ジョン・リチャード・グリーン、歴史家のリチャード・J・エヴァンスがいる。アンガス・ブキャナンは、第一次世界大戦中にヴィクトリア十字章を受章した。記録破りの四肢麻痺のソロ・セーラー、ヒラリー・リスターもここの学生であり、一方、芸術とエンターテイメントの分野からは、俳優のエルウィン・ブルック＝ジョーンズ（1911年-1962年）、マスターマインドの司会者、マグヌス・マグヌッソン、ウェールズの国民的詩人グウィン・トーマス、テレビの天気キャスターカースティ・マッケイブやシアン・ロイドなどの名前がある。
1997年からサヴィル幾何学教授であるナイジェル・ヒッチンはこのカレッジで学び、エドワード・ハインズ（物理学者で2008年にランフォード・メダル受賞）、クリス・ラプリー（サイエンス・ミュージアム館長）、動物学者のエドワード・バグナル・ポールトンとジェームズ・ブロンテ・ガテンビーもこのカレッジで学んだ。

## 紋章
カレッジの紋章は、紋章学用語では Vert, three stags trippant argent attired or である。紋章はヒュー・プライスのものではない。

### 出所
- “Jesus College Statutes”.   Jesus College, Oxford. 2012年12月23日時点のオリジナルよりアーカイブ。2008年7月24日閲覧。
- Baker, J. N. L. (1954). “Jesus College”. In Salter, H. E.; Lobel, Mary D.. A History of the County of Oxford Volume III – The University of Oxford. Victoria County History. Institute of Historical Research, University of London. ISBN 978-0-7129-1064-4 2009年6月22日閲覧。